# Leicester Fainga'anuku
Pour les articles homonymes, voir Fainga'anuku.

a Compétitions nationales et continentales officielles uniquement.

b Matchs officiels uniquement.
Dernière mise à jour le 25 juin 2025.
Leicester Fainga'anuku, né le 11 octobre 1999 à Nuku'alofa (Tonga), est un joueur de rugby à XV international néo-zélandais d'origine tongienne évoluant aux postes d'ailier ou de centre.
Il joue avec la franchise des Crusaders en Super Rugby de 2019 à 2023, et avec la province de Tasman en National Provincial Championship de 2018 à 2023.
De 2023 à 2025, il évolue au sein de l'effectif du RC Toulon en Top 14.

## Biographie
Leicester Fainga'anuku est le fils de Malakai Fainga'anuku, ancien international tongien au poste de pilier, ayant participé à la Coupe du monde 1999,. Il est également le frère cadet de Tima Fainga'anuku, lui aussi joueur professionnel de rugby à XV.

## Carrière

### En club
Natif de Nuku'alofa aux Tonga, Leicester Fainga'anuku émigre avec sa famille en Nouvelle-Zélande alors qu'il est un nourrisson. Il grandit dans un premier temps dans la banlieue sud d'Auckland, avant de s'installer à Nelson. Enfant, il commence d'abord par pratiquer le rugby à XIII, où il se montre rapidement talentueux. En 2014, il joue avec l'équipe des moins de 15 ans des South Island Scorpions (en) dans le championnat national. En 2015, alors qu'il est âgé de 15 ans, il projette de déménager à Christchurch pour jouer au rugby à XIII a un meilleur niveau, dans le but de lancer sa carrière,.
Cependant, il décide finalement de changer de code pour rejoindre le rugby à XV, et signe un contrat de deux saisons avec l'académie des Crusaders et la province de Tasman. À côté de cela, il est scolarisé au Nelson College (en), et joue au rugby avec l'équipe première de l'établissement dès sa première année scolaire en 2015. Il se montre immédiatement comme un joueur très prometteur,. En 2017, lors de sa troisième et dernière année au lycée, il devient le capitaine de son équipe, et se voit être élu meilleur joueur du championnat scolaire régional,. Toujours en 2017, il prolonge son contrat avec Tasman et les Crusaders jusqu'en 2018.
Après avoir terminé le lycée, il est retenu avec l'effectif professionnel de Tasman pour disputer la saison 2018 de National Provincial Championship (NPC). Âgé de 19 ans, il dispute ses deux premières rencontres au niveau professionnel lors de cette saison, toutes comme remplaçant.
Dans la foulée de sa saison avec Tasman, il signe un contrat professionnel de trois saisons avec les Crusaders, à partir de la saison 2019 de Super Rugby,. Il fait ses débuts en Super Rugby le 6 avril 2019 contre les Brumbies. Il s'agit de l'unique rencontre qu'il dispute cette saison, en raison de la concurrence à son poste par les expérimentés George Bridge, Sevu Reece ou Braydon Ennor.
Lors de la saison 2019 de NPC, il s'impose comme un titulaire indiscutable de sa province, disputant onze matchs et marquant sept essais, et participe au titre de son équipe,.
En 2020, il dispute cinq rencontres lors de la saison de Super Rugby, avant son interruption en raison de la pandémie de Covid-19, puis il dispute le Super Rugby Aotearoa avec son équipe, et remporte la compétition,. Peu après cette saison, il prend part à la rencontre entre le Nord et le Sud (en) avec l'équipe de l'île du Sud, que son équipe remporte,.
Toujours en 2020, il remporte pour la deuxième fois consécutive le NPC avec Tasman,.
L'année suivante, après une nouvelle saison complète, et couronnée d'un titre de Super Rugby Aotearoa, il prolonge son contrat avec les Crusaders jusqu'en 2023.
En 2022 il termine co-meilleur marqueur du Super Rugby avec dix essais, aux côtés de ses coéquipiers Sevu Reece et Will Jordan. La saison suivante, il termine seul meilleur marqueur, avec treize essais marqués en autant de matchs.
En juin 2023, il s'engage avec le RC Toulon qui évolue en Top 14 pour deux saisons. Il joue son premier match avec sa nouvelle équipe le 15 décembre 2023 face aux Northampton Saints en Champions Cup. Il annonce en septembre 2024 qu'il retournera jouer en Nouvelle-Zélande avec les Crusaders à la fin de son contrat avec Toulon,.

### En équipe nationale
Leicester Fainga'anuku joue avec la sélection scolaire néo-zélandaise (en) en 2016 et 2017,.
Il est par la suite sélectionné avec l'équipe de Nouvelle-Zélande des moins de 20 ans pour disputer les Championnats du monde junior 2018 et 2019,.
En décembre 2020, en vertu de ses origines tongiennes, il est sélectionné avec les Moana Pasifika, qui sont alors une sélection représentant les îles du Pacifique, pour affronter les Māori All Blacks.
En juin 2022, il est sélectionné pour la première fois avec les All Blacks par Ian Foster, afin de préparer une série de test-matchs face à l'Irlande,. Il obtient sa première cape lors du premier match de la série le 2 juillet 2022 à Auckland.
Le 7 août 2023, il est sélectionné pour disputer la Coupe du monde en France. Il inscrit quatre essais en quatre matchs, dont un triplé face à l'Uruguay. Titulaire lors du quart de finale gagné face à l'Irlande, il n'est par la suite pas aligné lors de la demi-finale et la finale, lui étant préféré Mark Telea. Son équipe termine la compétition à la seconde place, après une défaite face à l'Afrique du Sud.

## Statistiques
Au 30 septembre 2024, Leicester Fainga'anuku compte 7 capes en équipe de Nouvelle-Zélande et il a inscrit 5 essais soit (25 points). Avec les All Blacks, il dispute une Coupe du monde en 2023.

## Palmarès

### En club
- Vainqueur du NPC en 2019 et 2020 avec Tasman.
- Vainqueur du Super Rugby en 2019, 2022 et 2023 avec les Crusaders.
- Vainqueur du Super Rugby Aotearoa en 2020 et 2021 avec les Crusaders.

### En équipe nationale
- Finaliste de la Coupe du monde en 2023 avec l'équipe de Nouvelle-Zélande.

### Distinctions personnelles
- Meilleur marqueur d'essais du Super Rugby en 2022 (10 essais) et 2023 (13 essais).